# Estación México
Estación México è un album del 2008 di Manu Chao registrato durante un concerto in Messico. È il secondo dal vivo dopo Radio Bemba Sound System ed è stato distribuito solo in Messico ed El Salvador.

## Tracce
1. Clandestino – 5:09
2. Por Ti (Libertad) – 2:23
3. Giramundo – 5:06
4. Cabra De Peste – 4:57
5. Pará De Beber – 1:17
6. Contragolpe – 3:20
7. Carreteiro – 3:28
8. Mala Fama – 4:04
9. Desaparecido – 3:35
10. Cuándo Llegaré – 1:33
11. Zapato Viejo – 5:25
12. Bienvenida A Tijuana – 2:03
13. La Vida Tómbola - 5 Minutos – 6:24
14. El Hoyo – 6:26
15. Peligro – 4:15
16. Casa Babylon – 2:54
17. Mamá Perfecta - Sueño De Solentinam – 2:27
18. Tadidebobeira – 3:15
19. Por El Suelo – 4:26
20. Mr. Bobby – 6:11
21. La Primavera – 4:51
22. Radio Bemba – 2:12